# 埃爾帕索 (塞薩爾省)
埃爾帕索是哥倫比亞的城鎮，位於該國東北部，由塞薩爾省負責管轄，始建於1542年9月1日，面積823平方公里，海拔高度50米，2005年人口20,292，人口密度每平方公里24.66人。

## 外部連結
- （西班牙文） El Paso official website （页面存档备份，存于）

9°39′44″N 73°45′07″W / 9.66222°N 73.7519°W